# Обре, Александр Шарль Жозеф
Александр Мари Шарль Жозеф Обре (фр. Alexandre Marie Charles Joseph Aubrée; 1767—1815) — французский военный деятель, полковник (1809 год), барон (1810 год), участник революционных и наполеоновских войн.

## Биография
Родился в семье прокурора Рене Обре (фр. René Antoine Aubrée, Seigneur de la Porte; 1718—1785) и его супруги Мадлен Биго дю Шене (фр. Madeleine Jeanne Bigot du Chesnay). Учился на медика. Его старший брат Рене (фр. René François Aubrée; 1766—1808) дослужился до звания бригадного генерала и погиб в ходе осады Сарагосы.
10 сентября 1791 года начал военную службу в звании старшего сержанта 1-го батальона волонтёров Иль и Вилен. 26 марта 1792 года был избран младшим лейтенантом, 13 октября 1792 года – капитаном. С 1792 по 1793 годы служил в Северной армии. 1 февраля 1793 года включён в 7-й батальон волонтёров Орлеанского соединения. 12 мая 1793 года был переведён в Западную армию.
4 марта 1794 года женился в Ламбале на Жанне Пино де Ля Туш (фр. Jeanne Renée Pinault de La Touche; 1772—1843), от которой имел сына и дочь.
29 мая 1794 года его батальон влился в 144-ю боевую полубригаду. 5 октября 1796 года 144-я влилась в состав 52-й полубригады линейной пехоты. 25 марта 1797 года перевёлся в 42-ю полубригаду, которой тогда командовал его старший брат Рене.
С отличием провёл кампании 1798 и 1799 годов в Батавской армии. 10 сентября 1799 года отличился при Алкмаре и прямо на поле боя произведён главкомом Брюном в командиры батальона. В ночь с 18 на 19 июня 1800 года он вызвался добровольцем и одним из первых переплыл Дунай, отбросив врагов, занявших плацдарм на другом берегу напротив Гюнцбурга. В этой ситуации он проявляет много мужества и преданности делу.
Он вернулся во Францию после прекращения военных действий. В 1801 году разместил гарнизон в Ландау. На следующий год служил в Армии Гельвеции. Присоединившись в 1803 году к Неаполитанской армии, он участвовал в кампаниях с 1805 по 1806 годы. Взятый в плен англичанами в Реджо 11 июля 1806 года и возвращенный 22 августа 1806 года. 12 июля 1807 года он был произведён в майором и назначен заместителем командира 12-го линейного полка. 10 ноября 1807 года переведён в 11-й линейный полк. 20 июня 1809 года получил чин полковника и возглавил 11-й линейный.
В 1810 году служил в Армии Иллирии, а в 1811 году — в Армии Каталонии. Отличился при осаде Фигераса, где 14 июля 1811 года был ранен картечью в правое плечо. Поскольку здоровье требовало его возвращения во Францию, 14 декабря 1811 года Наполеон предоставил ему шестимесячный отпуск для выздоровления; но он не мог присоединиться к своему полку до апреля 1813 года. Участвовал во Французской кампании 1814 года. Правительство Реставрации оставило его во главе 11-го линейного.
Когда Император вернулся с острова Эльбы, 11-й полк Обре был включён в состав 19-й пехотной дивизии 6-го корпуса Северной армии. Он доблестно сражался в гибельный день при Мон-Сен-Жан, где был смертельно ранен и умер 26 июня 1815 года в результате полученных ран.

## Воинские звания
- Старший сержант (10 сентября 1791 года);
- Младший лейтенант (26 марта 1792 года);
- Капитан (13 октября 1792 года);
- Командир батальона (10 сентября 1799 года, утверждён 28 марта 1800 года);
- Майор (12 июля 1807 года);
- Полковник (20 июня 1809 года).

## Титулы

Герб барона

- Барон Обре и Империи (фр. baron Aubrée et de l'Empire; декрет от 15 августа 1809 года, патент подтверждён 26 апреля 1810 года в Компьене)[2][3].

## Награды
Легионер ордена Почётного легиона (14 июня 1804 года)
 Кавалер ордена Железной короны (6 декабря 1811 года)
 Кавалер военного ордена Святого Людовика (8 июля 1814 года)